# Almaș (Fluss)
Der Almaș ist ein Fluss in Rumänien. 
An dem etwa 68 Kilometer langen Fluss liegt keine Stadt. Er wird auf nahezu seiner gesamten Länge von der rumänischen Nationalstraße Drum național 1G begleitet.
Der Fluss entspringt bei Fildu de Sus. Er fließt zunächst nach Osten ab, wendet sich aber bei Zimbor nach Norden und mündet südöstlich der Kleinstadt Jibou in den Someș (Samosch, Somesch), der hier seinen Verlauf nach Südwesten in einen solchen nach Norden ändert. 
Der Fluss hat ein Einzugsgebiet von 830 km².